# 天津南开学校旧址
天津南开学校旧址始建于清光绪三十年（1904年），位于天津市南开区四马路20号-22号，现存伯苓楼、北楼、瑞庭礼堂、范孙楼四幢建筑，目前，天津南开学校旧址被中华人民共和国国务院批准为全国重点文物保护单位，被天津市人民政府批准为天津市文物保护单位和特殊保护等级历史风貌建筑。

## 历史
南开学校是天津市近代教育家严修、张伯苓于清光绪三十年（1904年）创办的私立中学，初名私立中学堂，后改为私立敬业中学堂。1905年改称私立第一中学堂，1907年建成新校舍，改称私立南开中学堂。1919年9月，南开学校大学部校舍落成，位于中学部南端隙地，名南楼，今已不存。1923年八里台校舍落成，私立南开大学迁出南楼。1977年，东楼进行修复工程。1978年，东楼对外开放并设为周恩来同志青年时代在津革命活动纪念馆。20世纪90年代，校园再度得到修缮。

## 建筑

### 伯苓楼
伯苓楼位于南开中学北院东部，原名“东楼”，是南开中学的第一座建筑物，亦是南开学校中现存历史最悠久的建筑。1906年，严修、张伯苓得邑绅郑菊如捐地，由严修、王益孙、徐菊人、毛宝君、卢木斋、严子均等捐建新校舍。1907年，学校迁此，始以地名称校，改名“私立南开中学堂”，1912年起又称“南开学校”。张伯苓办公室曾在此楼，周恩来曾在二楼上课。现在二楼原样复制了周恩来求学时的教室。该楼于1976年唐山大地震中损毁严重，1977年由天津市人民政府拨款，天津市建筑设计院设计，按原貌重建。1978年至1988年间曾辟为“周恩来同志青年时代在津革命活动纪念馆”。1999年4月5日，适逢张伯苓先生诞辰123周年纪念日，为缅怀张伯苓功业，正式命名为“伯苓楼”。南开中学1935届校友、中国科学院院士、南开大学教授申泮文为伯苓楼撰写楼志。2004年，为纪念南开中学百年诞辰，伯苓楼辟为天津南开中学校史馆。2011年，伯苓楼大修，同年10月7日，校史馆修缮重张。2011年10月25日，时任中华人民共和国国务院总理温家宝回母校时，曾到此参观并签名留念。
伯苓楼作为天津南开学校旧址的主要建筑，总面积为952平方米，该建筑为二层砖木结构的楼房，建筑顶部为坡屋顶，外立面以中国传统的青砖镶嵌红砖饰面。建筑首层主入口突出并设有矩形方窗，建筑二层设有连续罗马式半圆拱券窗和简化的爱奥尼克柱拱券，拱券的比例一致，大小相当，拱间做壁柱装饰，拱顶刻弧形的装饰线，居中的三开间拱券幅度略小，拱间做双柱式，雕工精湛。伯苓楼入口处突出形成巨大的门厅，正中跨一座拱形大门，拱套上用方石装饰，底部立两根爱奥尼克石柱，柱头略有变形，门厅两侧各开有一个小拱门。门厅两侧犄角上刻有花草装饰，内部分别刻有“南”“开”二字。檐部环绕一周刻有排列整齐的十字花饰。屋顶正中立一座造型别致的山墙，顶端呈断裂式，空出的位置立旗杆，山墙底座上刻有二龙戏珠的图案。山墙下方立横匾，上书校名“天津南开学校”。整座建筑形体简单，但细部处理繁复，繁简相依，立面的造型却突出了欧洲古典主义的风格，仿罗马式但又具有中国民族装饰的特点，中西合璧，是一座精致的砖雕艺术品。南开学校其它的建筑也大体沿袭这一风格。

### 范孙楼
范孙楼位于南开中学北院东南部，始建于1929年4月。由校友及在校学生两千余人捐资兴建。该楼由著名设计师、南开中学1912届校友阎子亨设计。在当时，设计过国民饭店、中国大戏院的乐利工程司，设计过音乐厅、天津麦加利银行大楼、英国乡谊俱乐部的景明工程司等国外设计公司都在争夺该楼的设计权。面对激烈的竞争，阎子亨创作出了一个中西合璧的设计方案，既体现了中国传统建筑特色，也吸取了欧洲古典建筑传统手法，使这座建筑具有强烈的纪念性。这一设计方案在众多方案中脱颖而出，获得南开学子的一致赞誉，张伯苓校长当场拍板定案。范孙楼于1930年9月15日竣工。该楼筹建期间，1929年3月15日南开校董严修病逝，海内外南开校友深念严修创办南开之功业，尊称严修为“校父”，一致决定以其字“范孙”作为楼名。20世纪后半叶，学校生物、化学、物理实验室均设于此，珍贵的鸭嘴兽标本就陈列在生物实验室中。2001年，财政部、天津市人民政府拨款大修该楼，同年10月竣工。现为南开中学图书馆。学校的主会客室设在一楼。现在的范孙楼楼名和楼记均由南开中学校友王增多书写。
范孙楼占地1568平方米，总建筑面积4649平方米。为三层混合结构罗马式建筑，局部四层，带有地下室，该建筑外立面简洁，红砖外墙，排列贯通一二层的塔司干巨柱，靠后是双柱式嵌墙柱券，气势恢宏。建筑顶部为平台屋顶，大楼坐西朝东，南北向，楼的正门对着南开学校原来的大门，门庭正面安放着汉白玉的严修半身雕像。建筑内部装修吸取了欧洲古典建筑手法，注重使用，突出重点部位。首层平面包括门厅，呈“主”字形，建筑内部设有门厅、过厅、大厅、内廊、会议室、讲堂，南、北两翼为物理实验室和仪器室。正中的阶梯式大讲堂，扇形平面，座椅呈弧形排列，讲台在最前方，大玻璃窗的设计强调了室内采光。宽敞、明亮，水电及卫生设备齐全。二层平面有所变化，有书报室、游艺室、生物实验室和标本室等；三层有化学实验室，突出了先进科学的教学手段。建筑屋顶为大平台可用作举办集体活动，供师生员工节假日文化娱乐、观景赏月或进行集体活动之用。该建筑在当时专供校友会办公和教学使用。初建时作为南开学校的科学馆。现在，建筑已经进行了翻新，主体结构未变，不过立柱的样式发生了改动。

### 瑞廷礼堂
瑞廷礼堂位于南开中学北院中部。此址原有礼堂，1907年由曾任中华民国大总统袁世凯捐建，因其字慰亭，时称“慰亭堂”。1934年，章瑞廷捐资三万银元在原址重建，竣工后称为“瑞廷礼堂”，竣工时颇具规模，《大公报》甚至称之为“中国第一礼堂”。1935年，张彭春指导南开新剧团在此首演《财狂》，瑞廷礼堂曾被誉为“中国第一话剧舞台”。1951年2月24日，时任中华人民共和国国务院总理周恩来回母校，在此向全校师生发表讲话。1957年5月4日，学校在此举行“红五月大联欢”，周恩来亲笔写信祝贺。1983年9月，全国政协主席邓颖超视察南开中学，在此发表讲话。2001年，天津市人民政府拨款对瑞廷礼堂加固大修。2011年10月25日，时任中华人民共和国国务院总理温家宝在此发表了题为《同南开中学的师生们谈心》的讲话。瑞廷礼堂记由校友王增多书写。
瑞廷礼堂为砖木结构平顶平房，外立面为青砖饰面，主入口开三门，门上方饰有精致的雕花墙。门间做壁柱，强调建筑的纵向感，建筑顶部为平屋顶。建筑外观简洁大方，厚重敦实，虽然整体布局严格对称，遵照古典构图原则，但建筑形式却带有一定现代建筑特征。礼堂内部设有双层看台，设有一千多个座位。

### 思敏室
思敏室建于1913年，位于南开中学北院瑞廷礼堂西侧，是为纪念严修之侄教师严智惺而建。严智惺长期在南开学校任教，1913年不幸病故。为了纪念他，他的戚友、学生于当年捐资修建了一座建筑，因严智惺字约敏，并命名为“思敏室”，当时成为学校师生聚会和娱乐的场所。1934年建瑞廷礼堂，思敏室保留，大型的活动移至礼堂举行。20世纪50至60年代，南开中学美术社、器乐组在此活动。

### 北楼
北楼位于南开中学北院北端，始建于1906年，当时称“一斋”。1913年改建，增加上下走廊。北楼最初为教室，周恩来曾在此上课。北楼与其西部二斋相接，二斋为学生宿舍。20世纪60年代中期北楼曾作局部修缮，将二楼走廊木制护栏更换成铁质护栏。1976年因唐山大地震受损严重，1991年由天津市人民政府拨款按原貌落地重建，并将二楼开放式走廊改建成封闭式走廊。现在北楼的楼名和楼记均为南开中学1966届校友王增多书写。2012年，北楼辟为南开中学艺术中心。

### 西斋
西斋位于南开中学北院西南部，俗称“四排房”，始建于1914年10月。原为木结构平房，从南向北，序建四排，每排十间房，各为独立小院，室外有廊，院植槐柳，曾为住校学生宿舍。二排9室、四排2室曾是周恩来求学时的宿舍，二排4室则是1959年9月至1960年7月温家宝读高三年级时住过的房间。20世纪90年代在校园建设中“四排房”格局有变，三排、四排被拆，保留一排和二排。建筑格局虽变，古朴风貌和神韵犹存。2010年3月南开中学办学体制机制创新后，南开中学理事会、南开中学教育基金会、学习研究周恩来小组、南开校史研究中心和南开中学校友会的办公处所都设在二排。

### 大操场
位于南开中学南院校区，南开中学创建初期该操场就初具规模。操场北边为篮球场，著名的“南开五虎”曾在此打球。中部是足球场，张伯苓曾在此为学生足球赛开球。南边是垒球场。西南部设有冰球场，校史资料中有南开学生在此打冰球的照片。抗日战争期间，日本空军轰炸南开中学，大操场亦遭荒废。20世纪50年代初，大操场改为南开区体育场。1994年，经天津市人民政府研究确定，将大操场归还南开中学。随即，大操场修葺一新。北部依旧是篮球场，东侧新建游泳馆，中部是足球场，环绕足球场铺设塑胶跑道，足球场西侧是观礼台和看台，每年的学校运动会在此举行。如今，南开中学南院与北院之间，架有横跨南开二纬路的过街天桥。

## 周恩来同志青年时代在津革命活动纪念馆
由于首任中华人民共和国国务院总理周恩来青年时代曾在南开学校读书，因此天津南开学校东楼旧址于1978年被辟为周恩来同志青年时代在津革命活动纪念馆，来纪念周恩来青年时代在天津读书和从事社会活动。
该纪念馆一楼复原了周恩来当年曾在这里上理化课和开展社会活动的理化阶梯教室。二楼复原了当年周恩来上课的东四讲室，并在他的座位上设置标志。东四讲室内部悬挂两幅周恩来和全班同学的留影及周恩来所在班获得的国文优胜、习字优胜、野跑优胜的奖匾、奖状和奖旗。二楼其余的4间教室设有专题陈列并展出80余件珍贵文物和文献，90余幅照片，20余件美术作品、图表和模型。
周恩来同志青年时代在津革命活动纪念馆发行馆刊《周恩来的青年时代》和大型图册《周恩来青年时代》、《周恩来青年时期在津戏剧活动资料汇编》。馆内所设纪念品服务部提供周恩来早期活动资料的复制品和纪念品。